# Plístenes
Plístenes (en grec antic: Πλεισθένης) va ser, segons la mitologia grega, un personatge de la genealogia dels atrides i dels pelòpides, els descendents de Pèlops, però el seu paper és molt divergent segons les tradicions.
Generalment s'afirma que era un dels fills de Pèlops i d'Hipodàmia, i germà de Tiestes i d'Atreu. Una versió semblant el feia fill de Pèlops i d'una altra dona.
En altres tradicions, Plístenes és fill d'Atreu i de Clèola, la filla de Diant, que s'havia casat amb Atreu, quan aquest es va instal·lar a Macistos, a Trifília. A més, en alguns casos es diu que la seva mare era Aèrope.
Generalment, Agamèmnon i Menelau són considerats fills d'Atreu, però una tradició els feia fills de Plístenes, tradició que sembla haver sorgit a partir dels textos dels autors tràgics. S'harmonitzaven les dues tradicions dient que Plístenes era el pare dels dos herois, i ell mateix, fill d'Atreu, però, delicat de natural, va morir jove i va confiar als seus dos fills (als que de vegades s'hi afegeix Anaxíbia), al seu avi, que els va educar. Per això Agamèmnon i Menelau són anomenats Atrides.
Una tradició explicada per Higí feia de Plístenes un fill de Tiestes, i germà de Tàntal. Plístenes i Tàntal van morir a mans d'Atreu, que es volia venjar del seu germà Tiestes. Va fingir que es volia reconciliar amb ell i va matar els seus fills, Plístenes i Tàntal, i els va servir en un banquet.
Segons una variant que també transmet Higí, Plístenes era un fill d'Atreu educat per Tiestes, que l'hauria enviat a atemptar contra el seu germà; però va ser Atreu qui el matà sense reconèixer-lo com a fill.